# Elecciones legislativas de Rusia de 2016
Las elecciones legislativas de Rusia de 2016 se celebraron el domingo 18 de septiembre de ese año para asignar los 450 escaños de la Duma Estatal, la cámara baja de la Asamblea Federal de Rusia, el poder legislativo.
Las elecciones fueron anticipadas, la primera fecha fijada para ellas fue para diciembre de 2016. Esta fue la primera elección donde participó la anexada península de Crimea después de su anexión a Rusia mediante el referéndum realizado en el año 2014.
Para entrar en la Duma los partidos debieron superar la barrera del 7% de los votos o superar el 5% o 6% que garantizan uno y dos escaños respectivamente.

## Partidos con derecho a participar sin recolección de firmas
1. Rusia Justa
2. Partido Liberal Demócrata de Rusia
3. Partido Popular de la Libertad
4. Partido Comunista de la Federación Rusa
5. Yábloko
6. Rusia Unida
7. Partiya Rosta
8. Rodina
9. Patriotas de Rusia
10. Comunistas de Rusia
11. Partido Ruso de los Pensionistas por la Justicia
12. Partido ecologista ruso "Los verdes"
13. Fuerza Cívica
14. Plataforma Cívica

## Sistema electoral
La Duma del Estado fue elegida en un solo día por un período de cinco años, con el voto paralelo que se utilizó entre 1993 y 2003. La mitad de los 450 escaños fueron elegidos por Escrutinio proporcional plurinominal de listas cerradas con un umbral electoral del 5% con todo el país como una sola circunscripción. Los asientos se distribuyeron utilizando el cociente Hare y el método del resto mayor. Los otros 225 escaños fueron elegidos en circunscripciones uninominales utilizando el sistema de escrutinio mayoritario uninominal.

## Resultados
|  | 55.23 % |

|  | 50.12 % |

|  | 13.59 % |

|  | 12.93 % |

|  | 13.39 % |

|  | 10.09 % |

|  | 6.34 % |

|  | 10.00 % |

|  | 2.31 % |

|  | 3.68 % |

|  | 2.04 % |

|  | 2.64 % |

|  | 1.76 % |

|  | 1.53 % |

|  | 2.47 % |

|  | 1.31 % |

|  | 2.33 % |

|  | 0.77 % |

|  | 1.53 % |

|  | 0.74 % |

|  | 1.06 % |

|  | 0.60 % |

|  | 1.40 % |

|  | 0.22 % |

|  | 0.73 % |

|  | 0.14 % |

|  | 0.16 % |

|  | 0.86 % |

|  | 98.14 % |

|  | 96.60 % |

|  | 1.86 % |

|  | 3.40 % |

|  | 100.00 % |

|  | 100.00 % |

|  | 47.88 % |

|  | 47.40 % |